# Yomiuri TV
Yomiuri Telecasting Corporation (讀賣テレビ放送株式会社 Yomiuri Terebi Hōsō Kabushiki Gaisha), anomenada també Yomiuri TV i ytv, és una cadena de televisió afiliada a Nippon News Network (NNN) i Nippon Television Network System (NNS) amb seu a Osaka, al Japó. Fundada el 13 de febrer del 1958 amb el nom de New Osaka Television Co. (新大阪テレビ放送株式会社 Shin Ōsaka Terebi Hōsō Kabushiki Gaisha), l'agost del mateix any es va canviar el nom per l'actual.
La televisió s'especialitza en anime, amb títols com Inuyasha, Detectiu Conan, Black Jack i City Hunter, però també emet programes de notícies, esports, documentals i sèries.